# Ivan Jenko (zdravnik)
Ivan Jenko, slovenski zdravnik internist, * 22. december 1867, Ljubljana, † 2. februar 1950, Ljubljana.

## Življenjepis
Jenko je leta 1896 diplomiral na graški medicinski fakulteti. Že kot študent se je zaposlil v ljubljanski bolnišnici na kirurškem odelku, kjer je bil od leta 1897 asistent
kirurga E. Šlajmerja. Leta 1907 je postal vodja medicinskega oddelka, ga preimenoval v interni oddelek in ga vodil do upokojitve 1935.
Jenko je bil utemeljitelj interne medicine in pobudnik ter med začetniki medicinskega študija na Slovenskem. Medicinska fakulteta v Ljubljani ga je 1945 izvolila za svojega prvega častnega profesorja.

## Delo
Jenko je delo na interem oddelku organiziral po sodobnih načelih, utemeljil posvetovalno povezanost z drugimi medicinskimi strokami ter ustanovil samostojna odseka za tuberkulozo in nalezljive bolezni. Uvajal je nove pridobitve diagnostike in zdravljenja (hematološki, in biokemični laboratorij, elektrokardiografija, fizikalno zdravljenje, insulinsko zdravljenje). Vpeljal je dnevne strokovne konference za oddelčne zdravnike in praktikante bolnišnice, enkrat na teden pa za zunanje zdravnike ter skrbel podiplomsko izobraževanje zdravnikov.